# Anni 210 a.C.
Gli anni 210 a.C. sono il decennio che comprende gli anni dal 219 a.C. al 210 a.C. inclusi.

## Nati
- Seleuco IV, sovrano († 175 a.C.)214 a.C.
- Carneade, filosofo greco antico († 129 a.C.)213 a.C.
- Perseo di Macedonia, sovrano macedone antico († 166 a.C.)210 a.C.
- 9 ottobre - Tolomeo V, sovrano egizio († 180 a.C.)
- Han Huidi, imperatore cinese († 188 a.C.)
- Tolomeo di Commagene, re († 130 a.C.)

## Morti
- Cleomene III, sovrano greco antico
- Cratesiclea, regina greca antica217 a.C.
- 21 giugno - Gaio Flaminio Nepote, politico e generale romano
- Andrea, medico greco antico
- Arsace I, sovrano
- Gaio Centenio, romano216 a.C.

- 2 agosto - Marco Minucio Rufo, politico romano
- 2 agosto - Lucio Emilio Paolo, politico e militare romano
- 2 agosto - Gneo Servilio Gemino, romano
- Armonia di Siracusa, principessa
- Marco Emilio Lepido, politico romano
- Gelone II, siceliota (n. 266 a.C.)

- Mario Alfio, condottiero sannita
- Ampsicora, militare cartaginese
- Apollonio Rodio, poeta greco antico (n. 295 a.C.)
- Gerone II, militare e re siceliota (n. 308 a.C.)
- Josto, militare cartaginese214 a.C.
- Adranodoro, politico siceliota
- Geronimo di Siracusa, siceliota (n. 231 a.C.)
- Demetrio di Faro, politico illiro213 a.C.
- Acheo, sovrano
- Lucio Cornelio Lentulo Caudino, politico romano
- Publio Furio Filo, politico romano
- Gaio Papirio Masone, romano
- Arato di Sicione, politico, militare e storico greco antico (n. 271 a.C.)212 a.C.
- Archimede, matematico, fisico e inventore siceliota
- Ippocrate di Siracusa, siceliota
- Tiberio Sempronio Gracco, politico romano211 a.C.
- Spurio Carvilio Massimo Ruga, romano
- Licurgo, sovrano spartano
- Marco Pomponio Matone, politico e militare romano
- Tito Otacilio Crasso, politico e generale romano
- Appio Claudio Pulcro, politico romano210 a.C.

- Gneo Fulvio Centumalo Massimo, politico romano
- Epicide, siceliota
- Fusu, principe cinese
- Tiberio Sempronio Longo, generale romano
- Meng Tian, generale e architetto cinese
- Meng Yi, politico cinese
- Qin Shi Huang, imperatore cinese (n. 259 a.C.)